# Attractive
Attractive är ett studioalbum från 1986 av den svenska popsångerskan Pernilla Wahlgren.

## Låtar
1. Attractive (Intro)
2. Du gör mig galen
3. Huggin'
4. Paradise (duett med Emilio Ingrosso)
5. Tillbaks Igen
6. Faces in the Crowd
7. Love on You
8. Kom
9. Tätt intill
10. Längtan

## Listplaceringar
| Lista (1986) | Topplacering |
| ------------ | ------------ |
| Sverige      | 8            |

### Fotnoter
1. ↑  ”Attractive”. Swedishcharts. 26 februari 1986. http://www.swedishcharts.com/showitem.asp?interpret=Pernilla+Wahlgren&titel=Attractive&cat=a. Läst 16 november 2014.